# Preparación negativa

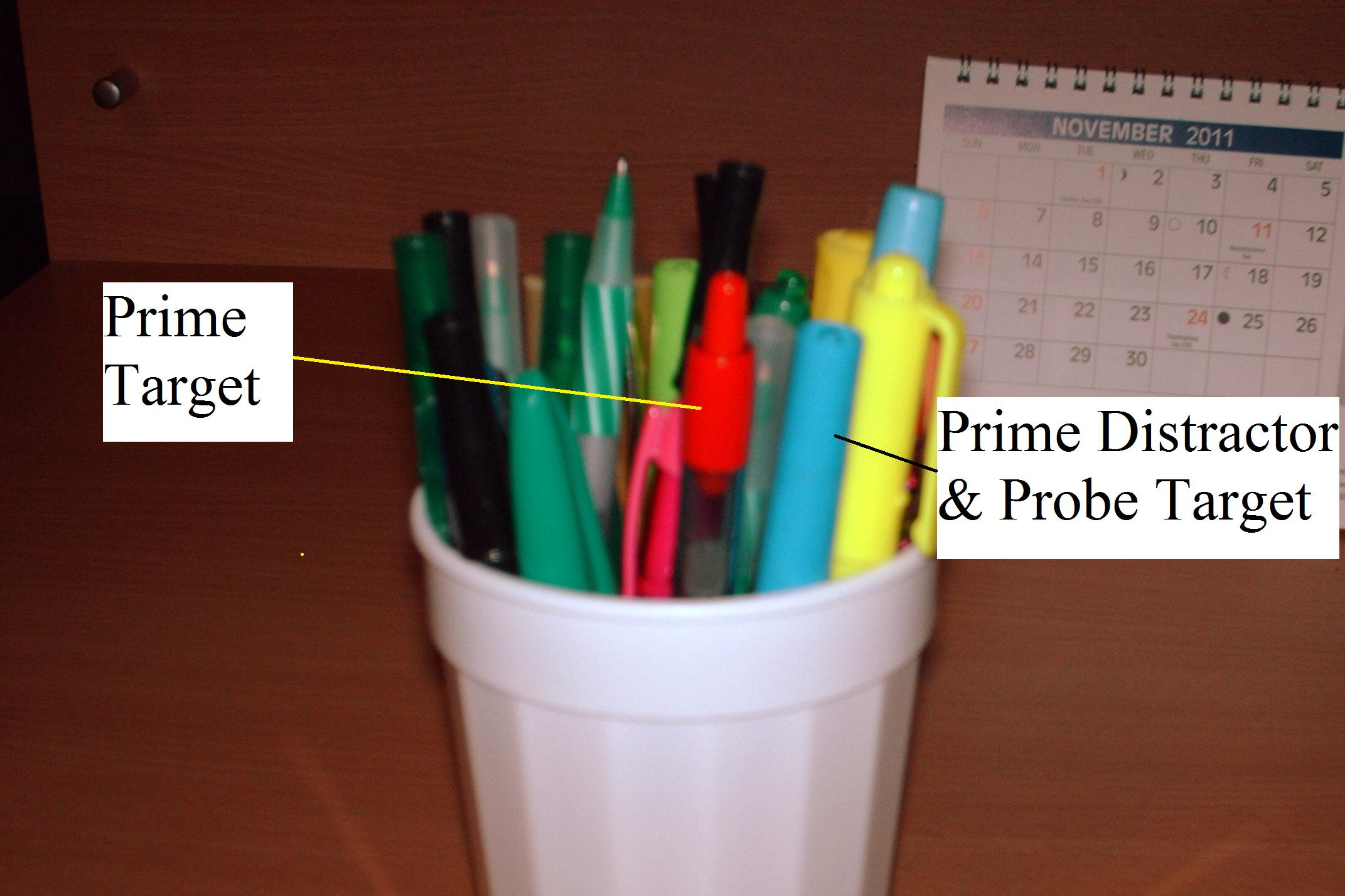
Inicialmente, la persona elige el bolígrafo rojo y, por lo tanto, es el objetivo principal, mientras que el resto de bolígrafos del soporte se consideran distractores principales. Cuando la persona quiere utilizar en su lugar el bolígrafo azul (objetivo de sondeo), se observan efectos de preparación negativa, ya que el bolígrafo azul se había ignorado previamente como distractor principal.

En psicología cognitiva la preparación negativa o priming negativo es un efecto de memoria implícita en el que la exposición previa a un estímulo influye desfavorablemente en la respuesta al mismo estímulo. Se incluye en la categoría de primado, que se refiere al cambio en la respuesta hacia un estímulo debido a un efecto de memoria subconsciente. La preparación negativa describe la reacción lenta y propensa al error ante un estímulo previamente ignorado.Por ejemplo, se puede imaginar a un sujeto intentando coger un bolígrafo rojo de un portabolígrafos. El bolígrafo rojo se convierte en el centro de atención, por lo que el sujeto responde moviendo la mano hacia él. En ese momento, bloquea mentalmente el resto de bolígrafos como distractores para centrarse en el bolígrafo rojo. Después de elegir repetidamente el bolígrafo rojo por encima de los demás, el cambio al bolígrafo azul provoca un retraso momentáneo en la elección del bolígrafo (sin embargo, se produce una disminución del efecto de preparación negativa cuando hay más de un elemento no objetivo contra el que se selecciona). La reacción lenta debida al cambio del estímulo distractor por el estímulo diana se denomina efecto de preparación negativa.
Se cree que la preparación negativa desempeña un papel crucial en los procesos de atención y recuperación de la memoria. Cuando se perciben estímulos a través de los sentidos, todos los estímulos se codifican en el cerebro, donde cada estímulo tiene su propia representación interna. En este proceso de percepción, algunos de los estímulos reciben más atención que otros. Del mismo modo, sólo algunos de ellos se almacenan en la memoria a corto plazo. La preparación negativa está muy relacionada con la naturaleza selectiva de la atención y la memoria.
En términos generales, la preparación negativa también se conoce como el mecanismo por el que se aplica el control inhibitorio a la cognición. Se refiere únicamente a los estímulos de inhibición que pueden interferir con el objetivo actual a corto plazo de crear una respuesta. La eficacia de la inhibición de las interferencias depende del mecanismo de control cognitivo, ya que un mayor número de distractores produce una mayor carga en la memoria de trabajo. A su vez, el aumento de la carga en la memoria de trabajo puede provocar un procesamiento perceptivo más lento que dé lugar a una reacción retardada. Por lo tanto, el efecto de la preparación negativa depende de la cantidad de distractores, de la eficacia del mecanismo de control cognitivo y de la disponibilidad de los recursos de control cognitivo.

## Teorías y modelos clásicos
Hay una serie de teorías y modelos que intentan explicar el porqué de la preparación negativa. Todos ellos intentan razonar el papel de la preparación negativa en la cognición y justificar por qué se produce. A continuación se presentan algunos de los modelos más conocidos.

### Modelo de inhibición del distractor

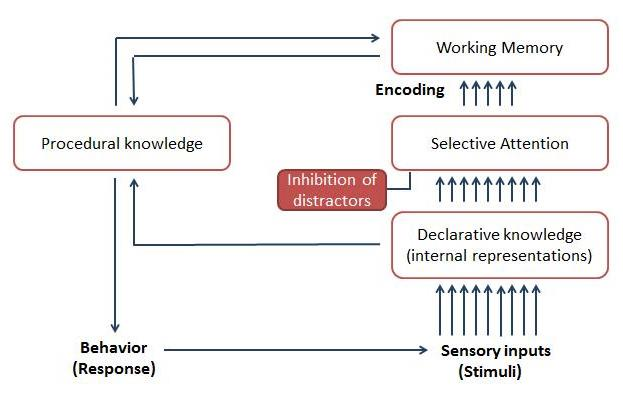
Modelo de inhibición de distractores con atención selectiva y proceso de codificación.

El modelo de inhibición de distractores es el más antiguo y explica el efecto de la preparación negativa como resultado de la atención selectiva a un estímulo diana. Cuando prestamos atención a un estímulo concreto, percibimos otros estímulos que rodean al objetivo como distractores para ayudar a centrarnos. Pero cuando uno de esos distractores se convierte en el nuevo objetivo de la atención, nuestra respuesta al objetivo se ve obstaculizada debido a la inhibición de la memoria inmediata. La atención selectiva es la capacidad de responder a un objeto específico cuando hay otros distractores que también compiten por una respuesta. Para explicar esta atención selectiva, el modelo de inhibición del distractor propone un mecanismo dual que implica la excitación para potenciar la señal del objetivo y la inhibición para suprimir los distractores. Esta inhibición se desencadena cuando se produce un desajuste entre las representaciones internas del objetivo y de un distractor. La inhibición de la representación interna del distractor es una forma de ayudar a atender selectivamente al estímulo diana. Esta inhibición decae gradualmente cuando el estímulo ya no está presente para ayudar con el siguiente objetivo. Sin embargo, si un estímulo distractor se vuelve a encontrar como el objetivo, la representación interna del estímulo distractor puede seguir siendo suprimida porque es demasiado pronto para que la decadencia se disipe ya. Esto se denomina inhibición residual transitoria. Esta inhibición también dificulta el procesamiento de una respuesta adecuada al nuevo estímulo diana y provoca un mayor tiempo de reacción.
Este modelo de inhibición plantea algunos problemas. Este modelo explica la preparación negativa sólo cuando los estímulos se ignoran repetidamente como distractores durante un comportamiento dirigido a un objetivo de selección del estímulo objetivo. Este modelo no apoya los efectos de la preparación negativa encontrados en casos en los que la conducta no está dirigida a un objetivo. Otra cuestión es que se ha descubierto que los efectos de la preparación negativa son a largo plazo, lo que contradice la inhibición residual transitoria propuesta. La persistencia a largo plazo de la preparación negativa cuestiona la validez del modelo de inhibición del distractor.

### Modelo de recuperación episódica

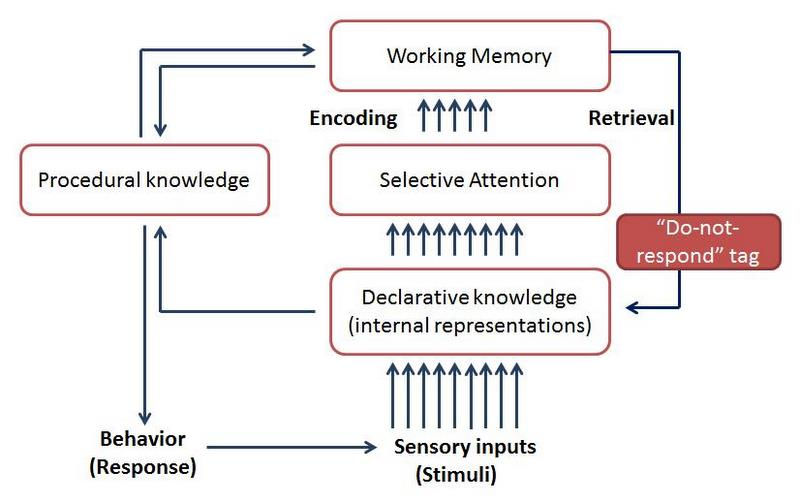
Modelo de recuperación episódica con la recuperación de la etiqueta "no responder".

El modelo de recuperación episódica es el más popular en la actualidad y explica que la imprimación negativa se produce debido a la recuperación de la memoria. Este modelo teoriza que cada encuentro con un estímulo se codifica y almacena por separado como un episodio individual. Cada episodio incluye detalles perceptivos tanto del estímulo como de la respuesta desarrollada para ese estímulo. Cuando se encuentra un estímulo por segunda vez, se recupera automáticamente el episodio anterior relativo a ese estímulo junto con sus etiquetas de detalles perceptivos, su papel en la atención selectiva y la respuesta dada. Cuando el estímulo distractor ignorado repetidamente se encuentra como objetivo, también se recupera una etiqueta asociada a la respuesta al estímulo. Esta etiqueta de respuesta de un distractor será probablemente la etiqueta "no responder" en contraposición a la etiqueta "responder" del estímulo objetivo. La recuperación de la etiqueta anterior "no responder" del estímulo entra en conflicto con la etiqueta actual "responder". Esto plantea el problema de responder o no. Resolver este conflicto lleva tiempo y produce un efecto de preparación negativa.
El modelo de recuperación episódica ha ganado más popularidad en la última década en comparación con el modelo de inhibición del distractor debido a los problemas con la preparación negativa a largo plazo. La recuperación de episodios difiere del modelo de inhibición del distractor porque afirma que la preparación negativa sólo se produce cuando se recupera el recuerdo de los estímulos y no durante la codificación de los estímulos distractores. Hallazgos recientes se inclinan hacia este modelo, pero el modelo en sí no es del todo completo. Su idea de etiquetas de asociación, como la etiqueta "no responda", es vaga y necesita pruebas concretas para apoyar este modelo.

### Modelo Houghton-Tipper

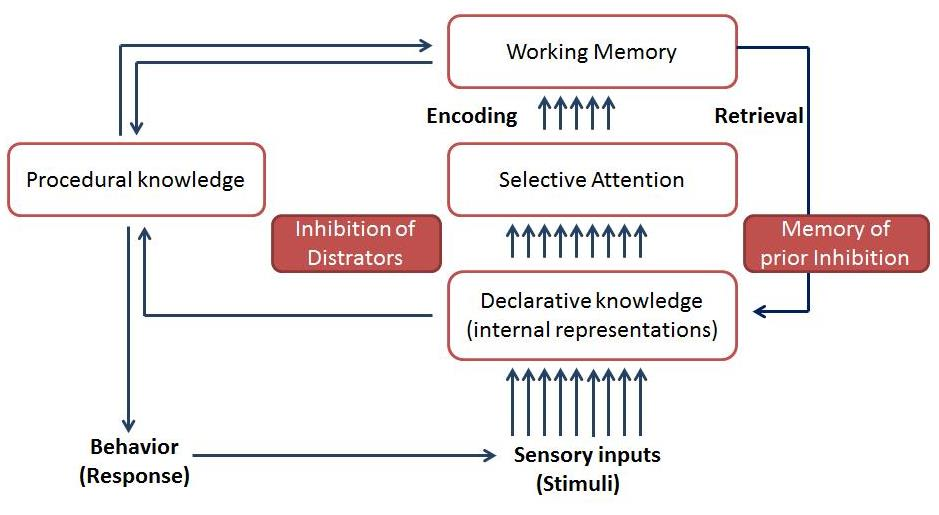
Modelo Houghton-Tipper con inhibición durante la codificación y la recuperación.

Debido a los problemas encontrados con el modelo de inhibición del distractor, Tipper y Houghton modificaron el modelo de inhibición del distractor para dar cuenta de los efectos de la preparación negativa a largo plazo. La cuenta de inhibición original propuso que la inhibición se produce sólo cuando los distractores se suprimen. El modelo Houghton-Tipper revisó esta proposición y afirma que la inhibición se produce tanto durante la codificación de los distractores como durante la recuperación de esa memoria. La razón principal de este cambio es explicar la preparación negativa a largo plazo y justificarlo mediante el nuevo modelo combinado. Cuando un distractor repetido se convierte en el objetivo, el procesamiento de este estímulo recupera automáticamente el recuerdo del estímulo inhibido como distractor. Este modelo sugiere que la inhibición se produce al ignorar el distractor y durante la recuperación de la memoria del desconocimiento previo del estímulo, por lo que incorpora el relato de la inhibición en la atención selectiva y el modelo de recuperación episódica.

### Hipótesis de desajuste de características
Esta teoría propone que el efecto de preparación negativa es el resultado de la interferencia debida a que el objetivo se sitúa donde antes se situaba el distractor. Cuando el estímulo objetivo y el estímulo distractor se sitúan repetidamente en el mismo lugar, conocemos su ubicación respectiva y prestamos más atención a la ubicación del objetivo que al objetivo en sí. Nuestra respuesta al objetivo también es más rápida porque ya hemos identificado dónde prestar atención. Es lo que se denomina efecto Simon, que se refiere a nuestra tendencia innata a responder más rápido y con mayor precisión cuando los estímulos se producen en el mismo lugar. La neurociencia lo explica en términos de facilitación neuronal y plasticidad a corto plazo. Sin embargo, si las posiciones de los estímulos no son las mismas que antes, ya no es fácil atender al objetivo como antes. La hipótesis del desajuste de características afirma que la inhibición se produce cuando hay un desajuste entre el objetivo y su ubicación. Esta teoría explica los efectos de la imprimación negativa específica de la localización, pero no justifica la imprimación negativa cuando no está implicada la localización. Se desvía del modelo de inhibición del distractor para describir la imprimación negativa específica de la localización, pero tiene más lagunas que los otros modelos.

### Modelo de discriminación temporal
El modelo de discriminación temporal intenta combinar los aspectos de atención selectiva y recuperación de memoria de la preparación negativao en un modelo menos complejo. Se basa en el supuesto de que la imprimación negativa se produce sólo en el momento de la respuesta a un estímulo que antes se consideraba distractor. Este modelo explica la preparación negativa como la respuesta retardada debida a la confusión a la hora de clasificar un estímulo como viejo o nuevo. Un estímulo nuevo se clasifica inmediatamente como nuevo y se somete a procesamiento perceptivo. Un estímulo antiguo repetido resulta familiar y provoca la recuperación automática del episodio anterior. Un estímulo que se ha ignorado repetidamente antes de convertirse en el objetivo no es totalmente nuevo ni antiguo. Esta ambigüedad ralentiza el procesamiento de los estímulos. El modelo de discriminación temporal señala esta ambigüedad como la causa de la ralentización de la categorización del estímulo que conduce al efecto de preparación negativa. Al igual que la hipótesis del desajuste de rasgos, este modelo también afirma que la preparación negativa no se debe a la atención selectiva del objetivo ni a la inhibición del distractor. Este modelo sostiene que "la preparación negativa es una consecuencia emergente de un proceso de discriminación inherente a la recuperación de la memoria". El modelo de discriminación temporal explica la preparación negativa sin hacer referencia a la inhibición de distractores o a la etiqueta "no responder" y mediante la simple discriminación de las categorías "antiguo", "nuevo" y "entre".

## Características de la preparación negativa en experimentos

### Terminología experimental
Los experimentos sobre la preparación negativa constan de dos componentes principales: principal y sondeo. El ensayo principal trata de imitar las experiencias reales de los estímulos distractores en la selección de objetivos, pero con más repeticiones para obtener datos cuantificables de preparación negativa. Comprende la presentación inicial y los ensayos repetitivos de los estímulos diana y distractor. Se configura de tal manera que un conjunto de estímulos distractores se ignoran constantemente en el proceso de selección de objetivos. En el ejemplo anterior, la preparación se refiere a la percepción repetida del bolígrafo azul como distractor. El ensayo de sondeo en un experimento se refiere a la prueba real de los efectos de la preparación negativa. En este ensayo, el distractor repetido del ensayo primario se presenta como objetivo. Para cuantificar el efecto de la preparación negativa, se mide el tiempo de reacción de la respuesta a la diana de sondeo (distractor principal).
Algunos experimentos pueden utilizar interferencias adicionales, como cambiar la posición de los estímulos o presentar estímulos completamente irrelevantes durante cualquiera de estos ensayos. La magnitud de los efectos de la preparación negativa es mayor con estas interferencias. Las interferencias se utilizan para investigar cómo cambia la respuesta al distractor en condiciones de un tercer estímulo interferente.

### Modalidad de estímulo

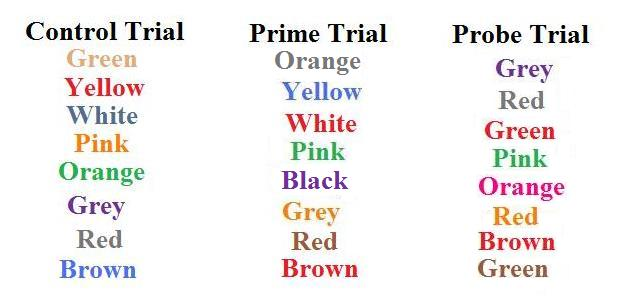
Ejemplo de tarea Stroop de palabras en color con ensayos de control, principal y sondeo.

Las dos principales modalidades de estímulo utilizadas en la investigación de la preparación negativa son los estímulos visuales y auditivos. Los estímulos presentados variaban desde objetos o símbolos en el campo visual hasta voces humanas o sonidos artificiales. Los efectos de la preparación negativa son más intensos en el caso de los estímulos auditivos, pero los tamaños estandarizados de los efectos entre las modalidades no variaron. También se han hallado pruebas de preparación negativaen varios modos de respuesta, como la denominación vocal, la pulsación manual de teclas y el alcance de la mano. Las tareas utilizadas para encontrar evidencias de preparación negativa incluyen la tarea Stroop de palabras en color, la tarea de decisión léxica y las tareas de identificación, emparejamiento y localización. La tarea Stroop de palabras en color utiliza el efecto Stroop para observar la supresión del distractor y la preparación negativa. Las tareas de identificación presentan un conjunto de imágenes, sonidos, palabras, símbolos o letras y requieren que el sujeto seleccione el objetivo principal basándose en una característica particular que lo diferencia del distractor. La decisión léxica utiliza el conocimiento semántico del sujeto y pone a prueba su capacidad para recordar los múltiples significados y usos de una palabra. Por ejemplo, la palabra "banco" tiene múltiples significados y puede referirse a diferentes contextos como "banco es un lugar donde se deposita dinero" o "orillas de un río". Las tareas de emparejamiento requieren que los sujetos respondan "igual" o "diferente" emparejando las letras o formas objetivo con el objetivo explícitamente especificado mientras ignoran el distractor. Las tareas de localización requieren algún tipo de movimiento de los sujetos para responder a la ubicación del estímulo diana. Este tipo de tarea de localización se utiliza especialmente para probar la hipótesis del desajuste de rasgos, ya que proporciona pruebas de preparación negativa durante el desajuste de los estímulos de ubicación y diana.

### Efectos del intervalo respuesta-estímulo (RSI)
El intervalo respuesta-estímulo (RSI) es otra forma de datos que se utiliza para cuantificar la preparación negativa. El RSI es la diferencia de tiempo entre la respuesta al objetivo principal y el inicio del ensayo de sondeo. Los efectos de la preparación negativa se observan para retrasos de 20 milisegundos a 8000 milisegundos entre el ensayo principal y el ensayo de sondeo. Varios experimentos descubrieron que la preparación negativa decae rápidamente durante este retraso entre los ensayos principal y de sondeo. Muchos estudios han intentado encontrar una tasa de decaimiento, pero no han tenido éxito. Los investigadores del modelo de inhibición del distractor y del modelo de recuperación de episodios utilizan resultados variables de los efectos RSI para justificar el decaimiento como parte de su modelo. Se necesita una investigación más aceptada globalmente para determinar datos concretos de RSI y establecer límites de preparación negativa a corto y largo plazo.

## Neuroanatomía e imagen
Se están investigando las pruebas neurológicas de los efectos de imprimación negativa para ayudar a comprender los aspectos fisiológicos y desarrollar modelos más precisos. El método más común para encontrar estas pruebas neurológicas es la neuroimagen del cerebro mediante resonancia magnética nuclear funcional (fRM) mientras los sujetos realizan experimentos de tareas que provocan efectos de preparación negativa. Las dos bases principales de las pruebas neurológicas son las representaciones internas de los estímulos y la recuperación de la memoria. Las regiones del cerebro que se activan de forma más significativa son el lóbulo temporal izquierdo, el lóbulo parietal inferior y el córtex prefrontal del lóbulo frontal. Las pruebas de las representaciones internas se encuentran en el córtex temporal anterior izquierdo, que se ha asociado con representaciones de conocimiento semántico abstracto. Se ha descubierto que el córtex temporal anterolateral izquierdo está directamente relacionado con la magnitud del efecto de preparación negativa.El lóbulo parietal inferior está relacionado con los cambios de atención que se producen cuando se atiende a los distractores y al objetivo. El córtex parietal inferior se activaba cada vez que la atención se desplazaba del estímulo distractor al estímulo diana o viceversa. Otra área de activación significativa se encontró en el córtex prefrontal. Los giros frontales superior, inferior y medial, y el córtex prefrontal medial mostraron activación durante las tareas de preparación negativa. Las activaciones en el lóbulo frontal se han asociado con la red inhibitoria y la atención selectiva. Del mismo modo, las evidencias de las representaciones semánticas y las activaciones del lóbulo temporal se utilizan para apoyar el modelo de recuperación de episodios. En un metaanálisis fRM, además de la circunvolución frontal media derecha, la circunvolución temporal superior izquierda y el precuneus, la corteza cingulada anterior fue revelada a través de estudios fRM. Todavía se debate si el córtex cingulado está directamente implicado en los procesos de imprimación negativa o si se debe al contraste entre estímulos congruentes y no congruentes.  Son necesarias investigaciones adicionales de los datos neurofisiológicos de la preparación negativa para aclarar mejor la relación entre la atención selectiva y la memoria en la preparación negativa.

## Patología
La preparación negativa se considera uno de los procesos cognitivos necesarios para los comportamientos dirigidos a un objetivo. Está asociado a muchos procesos cognitivos como la inhibición, la atención selectiva, la codificación, la recuperación de la memoria y la memoria a corto plazo. Los trastornos neuropsiquiátricos pueden deberse a problemas en algunas de las áreas cognitivas mencionadas. En la actualidad, la esquizofrenia, el trastorno obsesivo-compulsivo y el síndrome de Tourette se están estudiando en relación con la preparación negativa. La comprensión del paradigma de la preparación negativa puede conducir al uso de tareas de preparación negativa como herramientas de diagnóstico para identificar los trastornos. El conocimiento de las bases fisiológicas de la preparación negativa también puede ayudar a diseñar terapias o tratamientos para los trastornos neuropsiquiátricos.

## Conclusión
Entre las cuatro teorías, la hipótesis del desajuste de rasgos y el modelo de discriminación temporal carecen de pruebas sólidas y son inadecuados. Estos dos modelos difieren ligeramente del modelo de inhibición del distractor y del modelo de recuperación de episodios, respectivamente, y pueden incorporarse a los dos últimos. El modelo de inhibición del distractor era el modelo dominante hasta que recientes hallazgos contradictorios apuntaron a un mecanismo de recuperación en l apreparación negativa. El modelo de recuperación de episodios está ganando más apoyo para la preparación negativa basado en la memoria, pero carece de una explicación de las etiquetas de asociación. Es posible que nuevas investigaciones que exploren estos dos modelos ayuden a comprender mejor el papel de la preparación negativa en la atención, la memoria y la cognición.